# Helder Maurilio da Silva Ferreira
Hélder Maurílio da Silva Ferreira (n.13 aprilie 1988, în Ribeirão Preto), mai bine cunoscut cu numele Helder este un fotbalist brazilian care joacă pentru echipa franceză AS Nancy. Jucătorul care evoluează pe postul de fundaș dreapta a mai fost împrumutat în Liga I la Rapid București., în sezonul 2009-2010 și la Dinamo București în debutul sezonului 2010-2011.

## Titluri
Juventude
- Cupa Braziliei: 2006-07

AS Nancy
- Cupa Franței: Finalist 2008-09

Brazilia U-20
- "Campionatul de tineret din America de Sud": 2007-08, 2009-10

Brazilia U-18
- Cupa Confederațiilor FIFA: 2005-06, 2006-07